# Estória dos anjos caídos
Anjos caídos é um tema de pouca penetração na cultura judaica, posto que no misticismo. A estória é baseada principalmente no Livro de Enoque e alguns textos esparsos.

## História
Antes do Dilúvio, quando a humanidade começava a se multiplicar. Dois anjos, Azazel e Shemihazah, dirigiram-se ao Criador, argumentando que o homem seria desnecessário, pois tendia ao erro. Pediram que lhes fosse concedida a oportunidade de habitar na Terra. Foram advertidos que, no mundo material, devido sua natureza, estariam mais suscetíveis ao erro. Mas desceram. Casaram com mulheres. Tiveram filhos. Ensinaram coisas aos humanos.